# Csilin–Huncsun nagysebességű vasútvonal
A Csilin–Huncsun nagysebességű vasútvonal (Jilin–Hunchun intercity railway, más néven Jihun Passenger Dedicated Line, kínai írásjegyekkel 吉珲客运专线) egy normál nyomtávolságú nagysebességű vasútvonal Kínában, melyet a China Railway High-speed üzemeltet Csilin tartományban. Ez összekapcsolja a tartomány fővárosát, Csilint a keleten található Huncsun városával, közel az orosz és a koreai határhoz. Teljes hosszúsága 359 km, végig kétvágányú és 25 kV 50 Hz-cel villamosított. A kínai Grade 1 standard alapján épült. Az építkezés 2010. október 30-án kezdődött, a hivatalos megnyitása 2015. szeptember 20-án volt. A vasút "Dongbei legszebb vasútja" nevet is megkapta a terep miatt, melyen keresztülhalad, de nevezik még mint a "leggyorsabb út Vlagyivosztokba" is (A vonatút Senjang és Huncsun között négy óra, innen további négy órányi buszútra található Vlagyivosztok). Mivel közel fut a határhoz, ezért a vasútállomásokat négy nyelven is feliratozták: kínai, orosz, koreai és angol nyelveken. A távlati tervek között szerepel a vonal meghosszabbítása Vlagyivosztokig.

## Története
- 2010 július 26.: A projekt megkapta a Nemzeti Fejlesztési és Reform Bizottság jóváhagyását;[6]
- 2010. október 30.: A projekt hivatalosan elindul;[7]
- 2015 szeptember 20.: hivatalos megynitás.

## Útvonal
A vasútvonal Csilin Cityből indul, keleti irányba Jiaohe irányába. Keresztezi Yanbian koreai autonóm prefektúrát, érinti  Dunhua, Antu County, Yanji, Tumen állomásokat, majd megérkezik Huncsunba. A vasútvonal hossza 359 km, az építkezés költsége 41,6 milliárd jüan volt. Összesen 106 híd, 87 km hosszúságban és 86 alagút 149 km hosszúságban megépítésére volt szükség. A hidak és az alagutak a teljes hosszúság 66%-át teszik ki.
Az engedélyezett legnagyobb sebesség 250 km/h.

## Állomások
Az új vasútvonalon kilenc állomás található:
- Csilin
- Jiaohe West
- Weihuling North
- Dunhua
- Dashitou South
- Antu West
- Yanji West
- Tumen North
- Huncsun